# Ramacca
Ramacca ist eine Stadt der Metropolitanstadt Catania in der Region Sizilien in Italien mit 10.188 Einwohnern (Stand 31. Dezember 2023).

## Lage und Daten
Ramacca liegt 46 km westlich von Catania. Die Einwohner leben hauptsächlich von der Landwirtschaft, vom Viehhandel oder vom Abbau von Salzen und Schwefel.
Die Nachbargemeinden sind Agira (EN), Aidone (EN), Assoro (EN), Belpasso, Castel di Iudica, Lentini (SR), Mineo, Palagonia, Paternò und Raddusa.

## Geschichte
Ramacca wurde 1688 gegründet. Gründungsfamilie war die Familie Gravina, die daraufhin den Titel Fürst von Ramacca erhielt.